# Mark Taubert

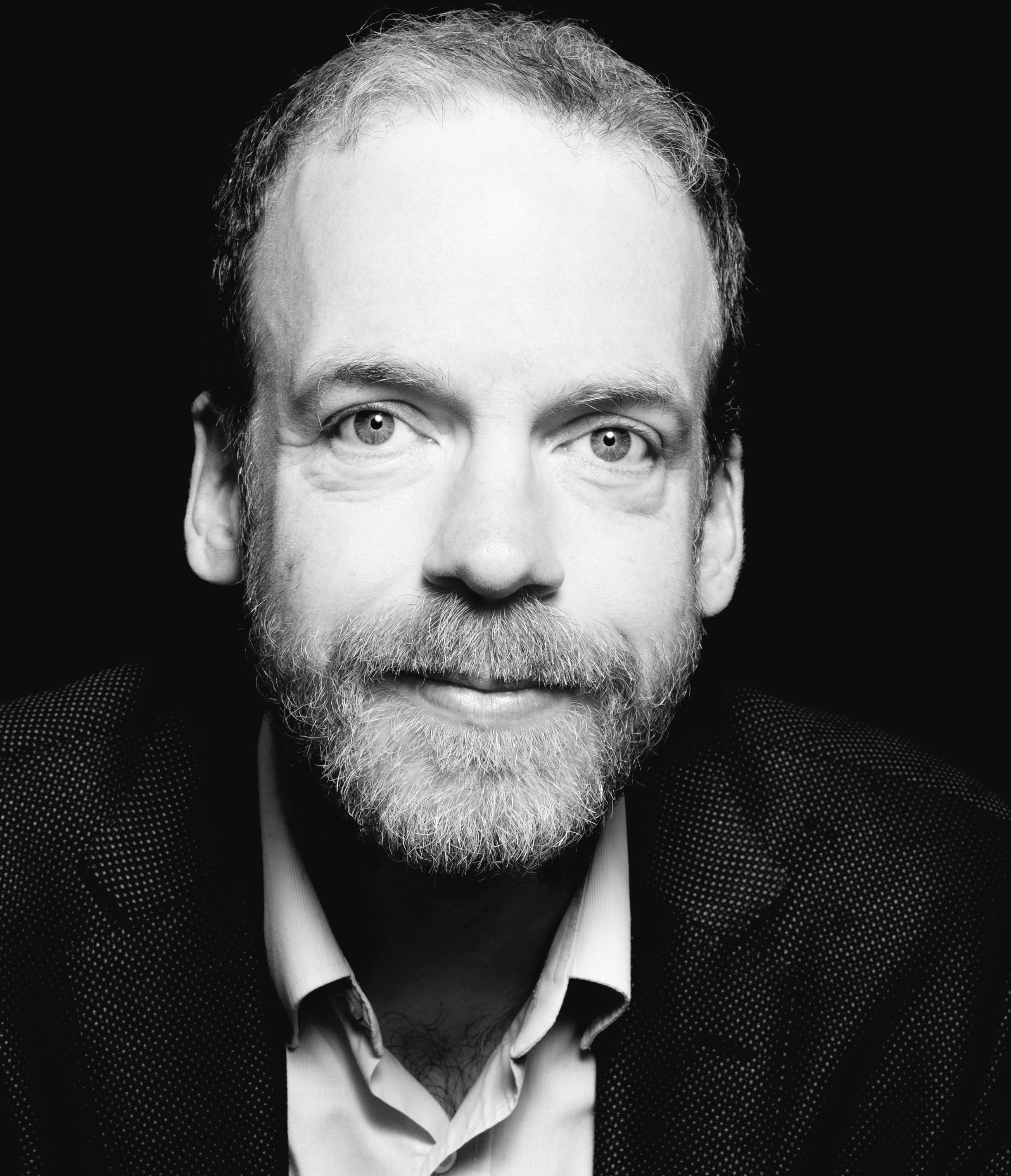
Mark Taubert (ca. 2020)

Mark Taubert (* 1975 in Seeheim-Jugenheim in Hessen) ist ein deutsch-britischer Palliativmediziner und Professor für Medizin an der Cardiff University in Wales. Er hat wesentlich zur Entwicklung seines Fachgebiets beigetragen und ist international anerkannt.
Im Januar 2016 schrieb er einen Brief an den verstorbenen Sänger David Bowie über ein Gespräch, das er mit einer sterbenden Patientin führte. Der Brief an Bowie wurde weltweit berichtet.
Er gründete Talk CPR, eine internationale Informationskampagne, die sich mit dem manchmal kontroversen Thema der Patientenverfügungen befasst, wenn zum Beispiel die Risiken und Erfolgsraten der Herz-Lungen-Wiederbelebung in palliativen Situationen besprochen werden. Er ist nationaler Vorsitzender der Advance & Future Care Strategy Group für die NHS Wales Executive.

## Medienarbeit
Taubert hat mehrere Artikel über Palliativmedizin in internationalen Zeitungen wie der Washington Post und dem Guardian Newspaper veröffentlicht. Er ist Gründer von Talk CPR, einer internationalen Informationskampagne zum Thema der Herzlungen-Reanimation („Do not attempt cardiopulmonary resuscitation decisions“ – DNACPR). Seine Talk CPR Ressourcen wurden weltweit über eine Million Mal aufgerufen, er wurde interviewt und sprach über das Thema in Sendungen wie zum Beispiel BBC News at Six und BBC News at 10.
Neben Kevin Fong trat Taubert in der BBC-Serie BBC Horizon zum Thema Palliativmedizin auf.
Zum Thema der sprachlichen Hürden in der Palliativmedizin und am Lebensende, gab er 2016 einen TED-Talk Why language matters when you know you are dying.

## Offener Brief an David Bowie
Im Jahr 2016 veröffentlichte er nach dem Tod des Sängers einen Dankesbrief an David Bowie, in dem er sich auf Bowies letztes Album Blackstar bezog. Der Brief wurde zunächst im British Medical Journal und dann in der Independent Newspaper veröffentlicht. Danach wurde er von Bowies Sohn Duncan Jones geteilt. Er wurde weltweit in den Nachrichten geteilt. Er wurde anschließend von Schauspielern wie Benedict Cumberbatch und Sänger Jarvis Cocker bei öffentlichen Veranstaltungen vorgetragen. Der Brief befasst sich mit Themen wie der Palliativversorgung und Planung für das Lebensende. Bowies Geschichte wurde zu einer Möglichkeit, wichtige Aspekte des Lebens und des Sterbens mit Palliativpatienten zu kommunizieren.
Der Text wurde in eine klassische Streichquartett-Komposition für BBC Radio 3 umgewandelt, in der Taubert den Brief vorliest. Die Komposition ging auf Tournee und feierte seine Premiere im Royal Northern College of Music und wurde auch im Royal Conservatoire of Scotland vorgetragen. Der Brief wurde 2019 auch in Berlin vorgetragen. Nach Angaben der schottischen Zeitung Herald Scotland wurde „ein offener Brief des Palliativmediziners Mark Taubert an David Bowie verlesen, der ein zelebrierter Teil der Feier zum Tod des Rockstars geworden ist, eine Lesung und Komposition die hier an seinem vierten Todestag abgespielt wurde“.
Der Brief wurde auch in mehreren Büchern abgedruckt, darunter Dylan Jones’ David Bowie – Ein Leben und Bemerkenswerte Briefe – Musik von Shaun Usher, als Teil der Letters-Live-Veranstaltungen.

## Auszeichnungen
Taubert hat nationale und internationale Preise für seine Kampagnen und seine klinische Arbeit gewonnen, darunter einen Bafta-Preis als Teil eines Pflegeteams, das in einer vierteiligen ITV-Dokumentarserie vorgestellt wurde. Er erhielt den prestigeträchtigen nationalen BMJ/BMA Clinical Teacher of the Year Award, den Best Trainer Award Wales 2016 und den Royal College of Physicians Excellence in Patient Care Award.

## Publikationen (Auswahl)
- Taubert, M., Rose, B. and Rigby, M. 2023. Do not attempt cardiopulmonary resuscitation decisions (DNACPR) – Policy approaches in Wales. Clinics in Integrated Care 19, article number: 100149. (10.1016/j.intcar.2023.100149.)
- Mo, J., Vickerstaff, V., Minton, O., Tavabie, S., Taubert, M., Stone, P. and White, N. 2022. How effective is virtual reality technology in palliative care? A systematic review and meta-analysis. Palliative Medicine 36(7), pp. 1047-1058. (10.1177/02692163221099584)
- Bounds, L., McGrath, F. and Taubert, M. 2022. Hypercalcaemia to hypocalcaemia: tetany as a side effect of intravenous bisphosphonate treatment. BMJ Case Reports 15(4), article number: e249141. (10.1136/bcr-2022-249141)
- Taubert, M. and Bounds, L. 2022. Advance and future care planning: strategic approaches in Wales. BMJ Supportive & Palliative Care (10.1136/bmjspcare-2021-003498)
- Taubert, M. 2021. Education- ‘do not resuscitate me in Barbados’. BMJ Supportive and Palliative Care 11(3), pp. 310-311. (10.1136/bmjspcare-2020-002446)
- Abel, J. and Taubert, M. 2020. Coronavirus pandemic: compassionate communities and information technology. BMJ Supportive and Palliative Care 10(4), pp. 369-371. (10.1136/bmjspcare-2020-002330)
- Taubert, M., Webber, L., Hamilton, T., Carr, M. and Harvey, M. 2019. Virtual reality videos used in undergraduate palliative and oncology medical teaching: results of a pilot study. BMJ Supportive and Palliative Care 9(3), pp. 281-285. (10.1136/bmjspcare-2018-001720)
- Taubert, M. 2019. Associer les patients aux décisions de refus de la réanimation cardiopulmonaire : la réalité, les mythes et l’approche « Talk CPR » au pays de Galles [Editorial]. Médecine Palliative 18(2), pp. 59-61. (10.1016/j.medpal.2018.11.008)
- Taubert, M., Norris, J., Edwards, S., Snow, V. and Finlay, I. G. 2018. Talk CPR - a technology project to improve communication in do not attempt cardiopulmonary resuscitation decisions in palliative illness. BMC Palliative Care 17, article number: 118. (10.1186/s12904-018-0370-9)
- Schmidt-Hansen M, Taubert M, Bromham N, et al The effectiveness of buprenorphine for treating cancer pain: an abridged Cochrane review BMJ Supportive & Palliative Care 2016;6:292-306.